# Parapistocalamus hedigeri
Parapistocalamus hedigeri is een slang uit de familie koraalslangachtigen (Elapidae) en de onderfamilie Elapinae.

## Naam en indeling
De wetenschappelijke naam van de soort werd voor het eerst voorgesteld door Jean Roux in 1934. Ook het geslacht Parapistocalamus werd in 1934 door Roux beschreven. De soortaanduiding hedigeri is een eerbetoon aan de Zwitserse bioloog Heini Hediger (1908 - 1992). Het is de enige soort uit het monotypische geslacht Parapistocalamus.

## Verspreiding en habitat
De soort komt voor in delen van Azië en leeft in de landen Papoea-Nieuw-Guinea (alleen op Bougainville) en op de Salomonseilanden. De habitat bestaat uit vochtige tropische en subtropische laaglandbossen. De slang houdt zich vaak op tussen rottende bladeren of onder boomstammen. De soort is aangetroffen op een hoogte van ongeveer 650 meter boven zeeniveau.

## Beschermingsstatus
Door de internationale natuurbeschermingsorganisatie IUCN is de beschermingsstatus 'onzeker' toegewezen (Data Deficient of DD). Door politieke conflicten was het lange tijd moeilijk om de slang goed te onderzoeken. De soort staat bekend als erg zeldzaam.